# Al-Udhrí
Abu-l-Abbàs Àhmad ibn Úmar ibn Anas al-Udhrí ad-Dalaí (àrab: أبو العباس أحمد بن عمر بن انس العذري الدلائي, Abū l-ʿAbbās Aḥmad b. ʿUmar b. Anas al-ʿUḏrī ad-Dalāʾī), més conegut simplement com al-Udhrí (Dalías, Almeria, 1003 - Almeria, 1085), fou un tradicionista, historiador i geògraf andalusí. La família s'havia establert a la vila de Dalias, prop d'Almeria, d'aquí que usessin la nisba ad-Dalaí. La seva obra principal és Geografia, la més important obra geogràfica de les dedicades a l'Àndalus.

## Obres
- Tarsi al-akhbar, sobre la guerra civil a la Taifa d'Almeria el 1014
- Biografia del cadi Muhammad ibn Furtis
- Llibre de les característiques de la profecia, sobre teologia i dret (perdut)
- El fil de les perles sobre els camins i els regnes, nom que li dona Yaqut al-Hamawí, conegut generalment com a Geografia d'al-Udhrí